# Travsport i Nordamerika

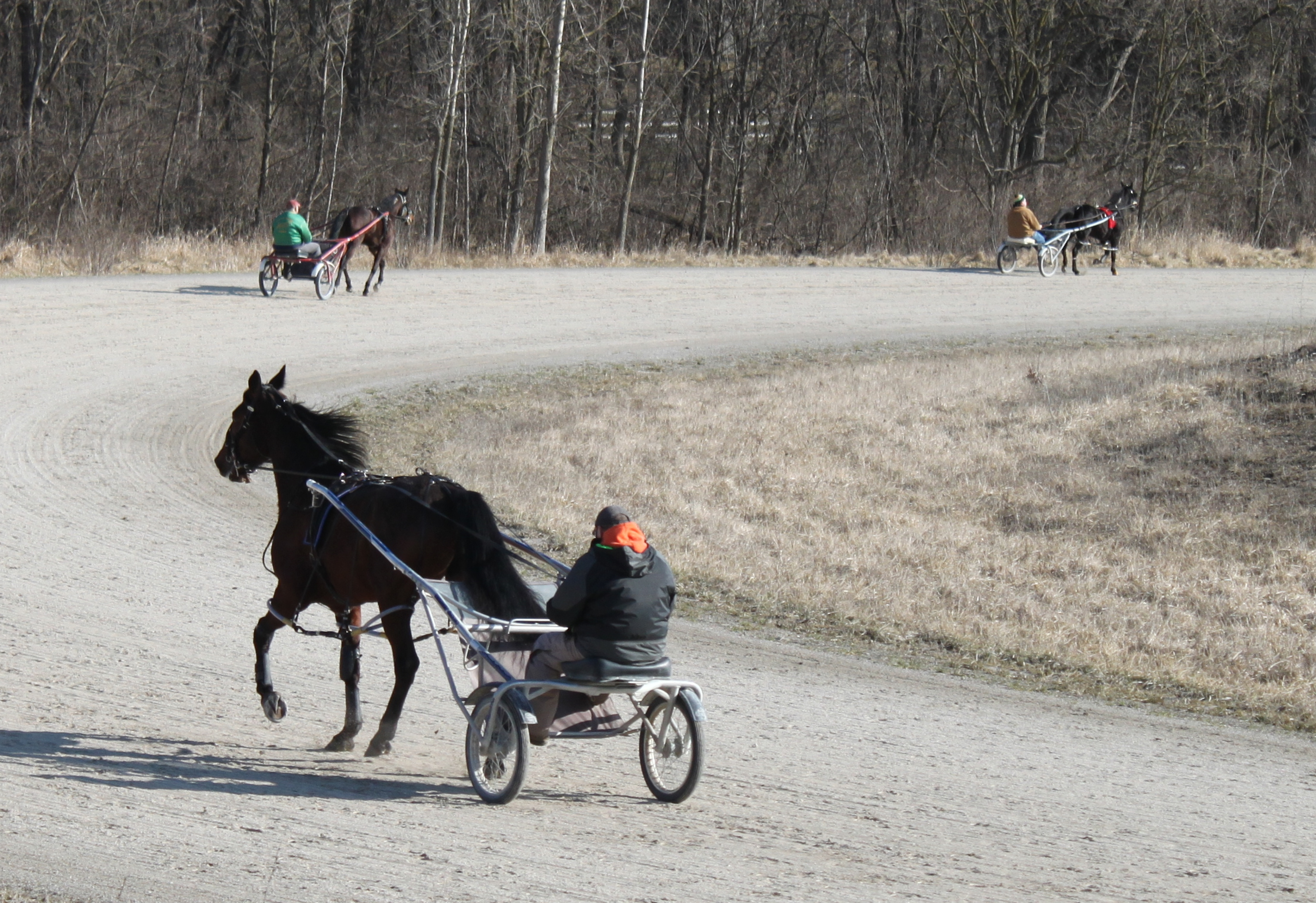
Passgångare i träning i södra Michigan.

Travsport i Nordamerika körs på ett antal olika travbanor i främst USA och Kanada.

## Historia
Nästan alla travlopp i Nordamerika körs över distansen en mile (1 609 m) och startas med bilstart. De flesta lopp körs på banor speciellt byggda för travsport, men ett par banor även arrangerar galopplöp. Nordamerikanska travhästar får ett "mark" (ett rekord), som är deras snabbaste segertid på den distansen.
Även om de allra flesta travlopp körs över en mile, varierar banornas längd. Den vanligaste banlängderna är 1/2 mile, 5/8 mile och 1 mile. Vissa hästar springer bättre på de mindre banorna och andra är bättre på milebanorna, eftersom det är färre varv. På de kortare banorna är startsnabbhet viktigt, medan de längre banorna gynnar hästar som inte är startsnabba för att komma bakifrån.
Fram till 1990-talet hade travbanornas upplopp en skena på insidan av bankanten, likt på galoppbanor. Denna skena ersattes sedan med en rad korta pyloner (vanligtvis av ett flexibelt material), som markerade banans inre gräns. Denna förändring gjordes främst av säkerhetsskäl, då det tillåter ett ekipage att köra in på banans insida om det behövs, till exempel vid galopp. Denna förändring möjliggjorde en ny uppfinning, "open stretch", vilket innebär ett ytterligare spår på insidan av banan, där skenan normalt skulle varit. Ekipaget bakom ledande häst får därmed chansen att på upploppet smita förbi på insidan. Det gör tävlingar mer vidöppna med potentiellt högre utbetalningar - och mer attraktiva för spelare.
Ett flertal svenska travtränare har även sökt sig till USA, bland annat Berndt Lindstedt och Håkan Wallner som startade en amerikansk rörelse, Continental Farms, tillsammans med travtränaren Jan Johnson 1972. Många av Continental Farms hästar som tränades i USA har haft stor betydelse för den europeiska travaveln. Bland andra svenskar som sökt sig till USA kan Sören Nordin, Jimmy Takter, Per K. Eriksson, Åke Svanstedt och Marcus Melander nämnas.
Flera hästar och tränare har även sökt sig till Europa för att tävla och delta i storlopp, bland annat svenska Elitloppet och franska Prix d'Amérique. Några av de hästarna som deltagit i Elitloppet är bland annat Mack Lobell, Billyjojimbob, Moni Maker, Mr Muscleman och Arch Madness. Även travtränaren Jerry Riordan från Rhode Island sökte sig till Sverige och startade en tränarrörelse vid Halmstadtravet i Sverige.
I Goshen, New York, ligger Harness Racing Museum & Hall of Fame, som samlar och bevarar historien om trav- och passgångssport, samt hyllar den amerikanska travaren. Museet innehåller även ett forskningsbibliotek med över 4 000 böcker och videor om sporten.

## Hästraser

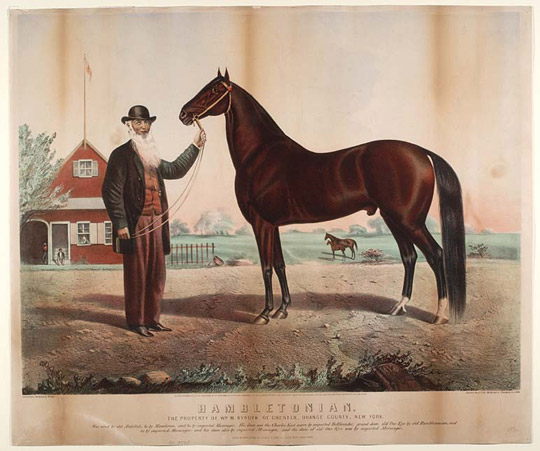
Hambletonian 10, som räknas som stamfader till den amerikanska travaren.

I Nordamerika används endast hästrasen amerikansk travare inom travsporten, men i Europa används även hästraserna fransk travare och rysk travare, eller blandraser mellan dessa.
Amerikansk travare, även kallade Amerikansk standardhäst, fick sitt namn i stambokens tidiga ålder, då endast hästar som kunde springa en mile under 2 och en halv minut (standardtid) registrerades i stamboken. Hästarna har kortare ben än rasen engelskt fullblod, och längre kroppar.
Ursprungshingsten inom hästrasen amerikansk travare var Messenger, ett gråskimmels engelskt fullblod som importerades till USA 1788, och köptes av Henry Astor, bror till John Jacob Astor. Messenger stod som avelshingst i 20 år i både Pennsylvania, New York och New Jersey innan han dog 1808, 28 år gammal. Men hans sonsonsson Hambletonian 10 (1849–1876) skulle ta över tronen som präglare på den amerikanska travaren. Blodslinjen från i stort sett alla amerikanska travare kan spåras till någon av Hambletonian 10:s fyra mest framstående söner. De fyra sönerna var George Wilkes (1856), Dictator (1863), Happy Medium (1863) och Electioneer (1868). Utifrån dessa fyra söner utgår sedan alla amerikanska travar- och passgångarlinjer.
Andra viktiga avelshingstar i utvecklandet av den amerikanska travaren är Peter The Great, Axworthy, Peter Volo, Volomite, Star's Pride och Super Bowl.

## Passgång
En variant av trav som innebär att samma sidas fötter lyfts samtidigt kallas passgång. För hästar med passgång som naturlig gångart förekommer tävlingar i vissa länders travsport. I Nordamerika är tävlingar för passgångare – där man i regel länkar ihop hästens ben (på samma sida) med remmar så att normalt trav är omöjligt – vanligare än lopp för "regelrätta" travare.
En av de större titlarna en passgångare kan vinna är Triple Crown, som består av loppen Cane Pace, Messenger Stakes och Little Brown Jug. Endast 10 hästar har lyckats ta en Triple Crown, senast No Pan Intended (2003). Nordamerikas två mest penningstinna lopp är North America Cup och Meadowlands Pace.
Den mest vinstrika amerikanska standardhästen i världen (till 1 januari 2019) är passgångaren Foiled Again, som sprang in 7 635 588 dollar under sin tävlingskarriär. Han tränades av Ron Burke.

## Dopning
I början av mars 2020 gjorde FBI tillslag mot flera toppnamn inom den amerikanska trav- och galoppsporten, och en stor dopningsskandal nystades upp. 27 trav- och galopptränare samt veterinärer åtalades misstänka för dopning, vilket senare ökades till 29 personer. Bland de åtalade fanns galopptränaren Jason Servis, samt travtränaren Chris Oakes, som bland annat tränare till den absolute världsrekordhållaren Homicide Hunter. FBI ägnade sig åt spaning och telefonavlyssning under lång tid, något som hjälpte åklagarna att bestämma sig för att väcka åtal. Enligt uppgifter ska tre travhästar i tränaren Rene Allards stall ha avlidit efter att ha fått i sig otillåtna dopningsmedel, och även hästar i Jorge Navarros stall uppges ha avlidit. De åtalade riskerade långa fängelsestraff och att få sina licenser indragna på livstid. Tillslaget applåderades bland annat av kusklegendaren John Campbell, och tränaren Marcus Melander.
Något som ibland uppmärksammats i Europa, och på senare tid även i Nordamerika, är att Nordamerikansk travsport tillåter att hästarna tävlar med det vätskedrivande medlet Lasix i kroppen, vilket i Europa klassas som dopning.
I Nordamerika tillåts även nervsnittning av hästar, vilket innebär att nervtrådar kapas, oftast i hovarna, så att hästarna inte kan känna något vid eventuell smärta. Nervsnittning uppmärksammades i Sverige efter att den amerikanskfödde hästen Propulsion segrat i 2020 års upplaga av Elitloppet, och uppgavs senare varit nervsnittad, något som är förbjudet inom svensk travsport.

## Större lopp
I Nordamerika används inte samma system med grupplopp som i den europeiska travsporten, och prestigefyllda nordamerikanska lopp som Hambletonian Stakes, Hambletonian Oaks, John Cashman Memorial, Peter Haughton Memorial, Kentucky Futurity, Yonkers Trot, Breeders' Crown Open Trot och International Trot räknas inte formellt som grupplopp. Det finns dock ett flertal prestigefyllda storlopp som har en nivå som motsvarar Grupp 1.
| Lopp                                   | Gångart  | Bana                 |
| -------------------------------------- | -------- | -------------------- |
| Adios Pace                             | Passgång | The Meadows          |
| Allerage Farms Open Trot               | Trav     | The Red Mile         |
| Arthur J. Cutler Memorial              | Trav     | Meadowlands          |
| Art Rooney Pace                        | Passgång | Yonkers              |
| Breeders Crown 2YO Colt & Gelding Trot | Trav     | Varierande travbanor |
| Breeders Crown 2YO Colt & Gelding Pace | Passgång | Varierande travbanor |
| Breeders Crown 2YO Filly Trot          | Trav     | Varierande travbanor |
| Breeders Crown 2YO Filly Pace          | Passgång | Varierande travbanor |
| Breeders Crown 3YO Colt & Gelding Trot | Trav     | Varierande travbanor |
| Breeders Crown 3YO Colt & Gelding Pace | Passgång | Varierande travbanor |
| Breeders Crown 3YO Filly Trot          | Trav     | Varierande travbanor |
| Breeders Crown 3YO Filly Pace          | Passgång | Varierande travbanor |
| Breeders Crown Open Mare Trot          | Trav     | Varierande travbanor |
| Breeders Crown Open Mare Pace          | Passgång | Varierande travbanor |
| Breeders Crown Open Trot               | Trav     | Varierande travbanor |
| Breeders Crown Open Pace               | Passgång | Varierande travbanor |
| Canadian Trotting Classic              | Trav     | Mohawk               |
| Cane Pace                              | Passgång | Meadowlands          |
| Dayton Trotting Derby                  | Trav     | Dayton Raceway       |
| Delvin Miller Memorial                 | Trav     | Meadowlands          |
| Earl Beal Jr. Memorial                 | Trav     | Pocono Downs         |
| Empire Breeders Classic                | Trav     | Vernon Downs         |
| Hambletonian Stakes                    | Trav     | Meadowlands          |
| Hambletonian Oaks                      | Trav     | Meadowlands          |
| Harry M. Zweig Memorial                | Trav     | Tioga Downs          |
| International Stallion Stakes          | Trav     | The Red Mile         |
| International Trot                     | Trav     | Yonkers              |
| John Cashman Memorial                  | Trav     | Meadowlands          |
| John Simpson Memorial                  | Trav     | Vernon Downs         |
| Kentucky Futurity                      | Trav     | The Red Mile         |
| Keystone Classic                       | Trav     | Meadowlands          |
| Landmark Stake                         | Trav     | Historic Track       |
| Little Brown Jug                       | Passgång | Delaware County Fair |
| Maple Leaf Trot                        | Trav     | Mohawk               |
| Matron Stakes                          | Trav     | Dover Downs          |
| Meadowlands Pace                       | Passgång | Meadowlands          |
| Merrie Annabelle                       | Trav     | Meadowlands          |
| Messenger Stakes                       | Passgång | Yonkers              |
| Metro Pace                             | Passgång | Mohawk               |
| Miami Valley Distaff                   | Trav     | Miami Valley Gaming  |
| New Jersey Futurity                    | Trav     | Freehold Raceway     |
| North America Cup                      | Passgång | Mohawk               |
| Peter Haughton Memorial                | Trav     | Meadowlands          |
| Stanley Dancer Memorial                | Trav     | Meadowlands          |
| TVG Free For All Championship          | Trav     | Meadowlands          |
| Yonkers Trot                           | Trav     | Yonkers              |

## Travbanor
Nedan följer en kortare lista över de största travbanorna i Nordamerika där tävlingar körs.
| Travbana                              | Stad                    | Delstat/Provins      | Banlängd | Bankod | Land   |
| ------------------------------------- | ----------------------- | -------------------- | -------- | ------ | ------ |
| Bangor Raceway                        | Bangor                  | Maine                | 1/2 mile | BAN    | USA    |
| Batavia Downs                         | Batavia                 | New York             | 1/2 mile | BTV    | USA    |
| Buffalo Raceway                       | Hamburg                 | New York             | 1/2 mile | BRX    | USA    |
| Cal Expo                              | Sacramento              | Kalifornien          | 1 mile   | CAL    | USA    |
| Century Downs Racetrack and Casino    | Calgary                 | Alberta              | 1/2 mile | CND    | Kanada |
| Charlottetown Driving Park            | Charlottetown           | Prince Edward Island | 1/2 mile | CHR    | Kanada |
| Clinton Raceway                       | Clinton                 | Ontario              | 1/2 mile | CLN    | Kanada |
| Delaware County Fairgrounds Racetrack | Delaware                | Ohio                 | 1/2 mile | DEL    | USA    |
| Dover Downs                           | Dover                   | Delaware             | 5/8 mile | DDX    | USA    |
| Dresden Raceway                       | Dresden                 | Ontario              | 1/2 mile | DRE    | Kanada |
| Exhibition Park Raceway               | Saint John              | New Brunswick        | 1/2 mile | EPR    | Kanada |
| Flamboro Downs                        | Flamborough             | Ontario              | 1/2 mile | FLM    | Kanada |
| Fraser Downs                          | Surrey                  | British Columbia     | 5/8 mile | FRD    | Kanada |
| Freehold Raceway                      | Freehold                | New Jersey           | 1/2 mile | FHL    | USA    |
| Georgian Downs                        | Innisfil                | Ontario              | 5/8 mile | GEO    | Kanada |
| Grand River Raceway                   | Elora                   | Ontario              | 1/2 mile | GRV    | Kanada |
| Hanover Raceway                       | Hanover                 | Ontario              | 1/2 mile | HNV    | Kanada |
| Harrah's Philadelphia                 | Chester                 | Pennsylvania         | 5/8 mile | CHS    | USA    |
| Harrington Raceway & Casino           | Harrington              | Delaware             | 1/2 mile | HAR    | USA    |
| Hawthorne Race Course                 | Stickney/Cicero         | Illinois             | 1 mile   | HAW    | USA    |
| Hiawatha Horse Park                   | Sarnia                  | Ontario              | 5/8 mile | SAR    | Kanada |
| Hippodrome 3R                         | Trois Rivieres          | Quebec               | 1/2 mile | TRV    | Kanada |
| Historic Track                        | Goshen                  | New York             | 1/2 mile | GOS    | USA    |
| Hollywood Gaming at Dayton Raceway    | Dayton                  | Ohio                 | 1/2 mile | DTN    | USA    |
| Hoosier Park                          | Anderson                | Indiana              | 7/8 mile | HOP    | USA    |
| Indiana Grand Racing & Casino         | Shelbyville             | Indiana              | 1/2 mile | INY    | USA    |
| Inverness Raceway                     | Inverness               | Nova Scotia          | 1/2 mile | INV    | Kanada |
| Kawartha Downs                        | Fraserville             | Ontario              | 5/8 mile | KDX    | Kanada |
| Leamington Raceway                    | Leamington              | Ontario              | 1/2 mile | LEA    | Kanada |
| Meadowlands Racetrack                 | East Rutherford         | New Jersey           | 1 mile   | MXX    | USA    |
| MGM Northfield Park                   | Northfield              | Ohio                 | 1/2 mile | NFL    | USA    |
| Miami Valley Gaming                   | Lebanon                 | Ohio                 | 1/2 mile | MVR    | USA    |
| Monticello Raceway                    | Sullivan County         | New York             | 1/2 mile | MRX    | USA    |
| Northville Downs                      | Northville              | Michigan             | 1/2 mile | NOR    | USA    |
| Ocean Downs                           | Berlin                  | Maryland             | 1/2 mile | ODX    | USA    |
| Plainridge Racecourse                 | Plainville              | Massachusetts        | 5/8 mile | PRC    | USA    |
| Pompano Park                          | Pompano Beach           | Florida              | 5/8 mile | PPK    | USA    |
| Rideau Carleton Raceway               | Ottawa                  | Ontario              | 5/8 mile | RID    | Kanada |
| Rosecroft Raceway                     | Oxon Hill               | Maryland             | 1/2 mile | RCR    | USA    |
| Running Aces Harness Park             | Columbus                | Minnesota            | 5/8 mile | ACE    | USA    |
| Saratoga Raceway                      | Saratoga Springs        | New York             | 1/2 mile | STG    | USA    |
| Scarborough Downs                     | Scarborough             | Maine                | 1/2 mile | SCA    | USA    |
| Scioto Downs Racino                   | Columbus                | Ohio                 | 5/8 mile | SCD    | USA    |
| Summerside Raceway                    | Summerside              | Prince Edward Island | 1/2 mile | SUM    | Kanada |
| The Downs at Mohegan Sun Pocono       | Wilkes-Barre            | Pennsylvania         | 5/8 mile | PCD    | USA    |
| The Meadows Racetrack and Casino      | North Strabane Township | Pennsylvania         | 5/8 mile | MEA    | USA    |
| The Raceway at Western Fair           | London                  | Ontario              | 1/2 mile | LON    | Kanada |
| The Red Mile                          | Lexington               | Kentucky             | 1 mile   | LEX    | USA    |
| The Track on 2                        | Lacombe                 | Alberta              | 1/2 mile | TKT    | Kanada |
| Tioga Downs                           | Nichols                 | New York             | 5/8 mile | TGD    | USA    |
| Truro Raceway                         | Truro                   | Nova Scotia          | 1/2 mile | TRU    | Kanada |
| Vernon Downs                          | Vernon                  | New York             | 7/8 mile | VDX    | USA    |
| Woodbine Mohawk Park                  | Campbellville           | Ontario              | 7/8 mile | WBS    | Kanada |
| Yonkers Raceway                       | Yonkers                 | New York             | 1/2 mile | YRX    | USA    |

## Kända hästar

### Travare
- Alf Palema
- Cantab Hall
- Creatine
- Delicious U.S.
- Donato Hanover
- Father Patrick
- Gimpanzee
- Greenshoe
- Hambletonian 10
- Legendary Lover K.
- Mack Lobell
- Marion Marauder
- Muscle Hill
- Muscles Yankee
- Nuncio
- Peace Corps
- Pine Chip
- Poof She's Gone
- Propulsion
- S.J.'s Photo
- Scarlet Knight
- Self Possessed
- Speedy Crown
- Super Photo Kosmos
- Trixton
- Yankee Glide

### Passgångare
- Adios
- Always B Miki
- Foiled Again
- No Pan Intended
- Somebeachsomewhere
- Wiggle It Jiggleit
- Won The West